# Interzonenhandel
Interzonenhandel bezeichnet zunächst den Transfer von Waren und Dienstleistungen zwischen den Besatzungszonen der Alliierten auf dem Gebiet Deutschlands nach dem Zweiten Weltkrieg. Nach der „doppelten Staatsgründung“ 1949 blieb aufgrund des beiderseitigen Alleinvertretungsanspruchs beider Staaten der Begriff des Interzonenhandels erhalten. Erst ab 1967, im Rahmen der Neuen Ostpolitik und des Frankfurter Abkommens (1949) sowie des Berliner Abkommens (1951/60), sprach die Bundesrepublik Deutschland vom Innerdeutschen Handel oder auch deutsch-deutschen Handel. Der Begriff „deutsch-deutsche Wirtschaftsbeziehungen“ schließt hingegen ökonomische Beziehungen ein, die auch außerhalb des Berliner Abkommens abgewickelt wurden.
Vor allem die Kommerzielle Koordinierung unter der Leitung von Schalck-Golodkowski nutzte den Interzonenhandel für ihre Geschäfte zur Devisenbeschaffung für die DDR.

## Illegaler Handel
Bis zum Bau der Berliner Mauer 1961 gab es illegalen Handel in großem Umfang. Darunter wird jedoch nicht ausschließlich Schwarzhandel verstanden, sondern genauso Einzelgeschäfte (sog. Kompensationsgeschäfte, die bei Engpässen von Waren außerhalb der vereinbarten Interzonenhandelsverträge abgeschlossen wurden) wie auch Dreiecksgeschäfte, die vor allem bei Embargos des Westens, z. B. auf Beschlüsse der CoCom (Coordinating Committee for East-West-Trade Policy) hin, über den Handel mit anderen Staaten wie der Schweiz, Österreich oder Dänemark abgewickelt werden konnten. Vor allem seit der Existenz zweier Währungen stellte sich ein erheblicher Warenstrom von Ost nach West ein, der außerhalb jeglicher Kontrollen und Vereinbarungen stattfand.
- siehe Embargoware

## Legaler Handel
Der legale Handel bezeichnet den Austausch von Waren und Dienstleistungen auf Basis von Handelsabkommen zwischen den zuständigen Stellen. Das erste Handelsabkommen wurde am 11. Dezember 1945 zwischen Bayern und Sachsen abgeschlossen und beinhaltete eine bayrische Sendung von Schlachtrindern und Salzheringen gegen Saatkartoffeln aus Sachsen. Diese Waren zeigen, dass es in der Anfangszeit vor allem um die Ernährung ging – man lebte von der Hand in den Mund. Industrielle Warengruppen wie Stahl, Eisen, Maschinen u. Ä. standen noch nicht im Fokus des Handels. Vertragspartner waren zu diesem Zeitpunkt die Militärregierungen. Auch beim Dyson-, Briten-, Länderrat- und Sofra-Geschäft waren die Vertragspartner die einzelnen Militärregierungen der Besatzungszone. Mit dem Abschluss des Mindener Abkommens wird erstmals von einem Interzonenhandelsabkommen gesprochen, da sich der Zusammenschluss der Westalliierten Zonen in Gang gesetzt hatte. Das Mindener Abkommen enthielt alle wesentlichen Punkte, die auch Teil aller kommenden Abkommen waren. Darin wurden die drei wichtigsten Fragen geklärt:
1. Warenlisten: Alle Güter, die die Zonengrenzen passierten, waren in Warenlisten erfasst und mit genehmigungspflichtigen Warenbegleitpapieren versehen. Diese Kontrolle hatte den Hintergrund, dass keine kontingentierten Waren (auf legalem Wege) aus einer Zone ausgeführt werden konnten.
2. Zulassung von Werk- und Reparaturverträgen: Der Vertrag als Ware konnte somit ebenfalls gehandelt werden. Maschinen, die eine spätere Reparatur, Wartung oder Montage benötigten, konnten somit geliefert werden, ohne nach deren Ausfall keine Reparaturen durchführen zu können.
3. Lohnveredelungsgeschäfte und Lohnarbeit: Um einer in Westberlin lebenden Person die Arbeit in einem Betrieb in Ostberlin zu ermöglichen, brauchte es geregelter Lohnverträge zwischen den Besatzungszonen. Dies betraf zunächst den sog. „kleinen Grenzverkehr“, aber auch Hafenarbeiter.

Ein weiterer Meilenstein der interzonalen Handelsverträge stellt das Frankfurter Abkommen dar. Darin wurden auf der Grundlage des Mindener Abkommens weitere Probleme geklärt, die so in allen weiteren Verträgen enthalten waren:
1. Klärung des finanztechnischen Problems des Warenaustausches auf der Basis zweier nicht konvertibler Währungen: Durch die 1949 in beiden Zonen durchgeführte Währungsreform existierten zwei DM – Ost und West. Während der Wert von Waren im kapitalistischen Wirtschaftssystem des Westens durch Nachfrage und Angebot geregelt wird, wird der Preis einer Ware in sozialistischen Wirtschaftssystemen nach der dafür erbrachten Arbeit vom (in der DDR) Politbüro im Fünfjahresplan festgelegt. Die Lösung war eine künstliche Währung, die als eine Art „Gutscheinsystem“ angesehen werden kann. Diese künstliche Währung, von der es niemals eine Münze oder einen Schein gab, hieß „Verrechnungseinheit“. „Sowohl die BdL als auch die DNB richteten je ein Verrechnungskonto ein, über das sämtliche Finanztransaktionen abgewickelt wurden. Rechnungen für Warenlieferungen von Ost nach West wurden in DM-West auf dem Verrechnungskonto bei der BdL beglichen und von dieser in sogenannten ‚Verrechnungseinheiten‘ (VE) auf das Konto der DNB überwiesen. Diese zahlte dann den entsprechenden Betrag an das liefernde Unternehmen in der DDR aus. Im umgekehrten Falle, also bei einer Warenlieferung von West nach Ost, erfolgte die analoge Transaktion“.[4]
2. Deklaration von Warenkonten: Um zu verhindern, dass westdeutsche „Eisen- und Stahllieferungen mit ostdeutschen Strümpfen“[5] bezahlt würden, mussten kontingentierte Waren, sog. „harte Waren“ auf einem Konto getauscht werden und auf einem anderen, die „weichen Waren“, also die nicht kontingentierten. Für beide Konten wurde zur Finanzierung des Importüberhangs der DDR ab 1951 ein Überziehungskredit eingerichtet, der Swing. Dieser erreichte im Jahre 1983 seinen Höhepunkt mit einem Limit von 850 Millionen DM.
3. Die Rolle Berlins im Interzonenhandel – die „Berlinklausel“: Berlin bedurfte einer besonderen Vereinbarung, da Westberlin zum wirtschaftlichen Gebiet der Bundesrepublik gehörte, jedoch wirtschaftlich eine Insel in der DDR darstellte. Da sich jeder Teilstaat, also Bundesrepublik und DDR, als alleiniger legitimer Nachfolgestaat des Deutschen Reiches ansah und einen Alleinvertretungsanspruch vertrat, war weder die Bundesrepublik gewillt, im Vertrag von einer „DDR“ zu sprechen, da dies bereits einer Anerkennung als Staat gleichkäme. Ebenso war es für die DDR undenkbar, von einer „Bundesrepublik“ im Vertrag zu sprechen. Man löste das Berlin-Problem und die Anerkennungsfrage durch die Formulierung, dass der Vertrag zwischen den „Vertretern der Währungsgebiete der DM-West und DM-Ost“ geschlossen wird.
4. Keine weiteren Kompensationsgeschäfte
5. Die „Anti-Dumpingklausel“: ermöglichte es einem Vertragspartner von einem Geschäft zurückzutreten, wenn die Preisgestaltung den eigenen wirtschaftlichen Interessen zuwiderlief.[6]

| Abkommen             | Partner            | Laufzeit              | Umsatz      |
| -------------------- | ------------------ | --------------------- | ----------- |
| Dyson-Geschäft       | BBZ–SBZ            | 01.01.1946–31.08.1946 | [ A 1 ]     |
| Briten-Geschäft      | BBZ–SBZ            | 01.09.1946–31.03.1947 | 65 Mio. RM  |
| Länderrat-Geschäft   | ABZ–SBZ            | 01.10.1946–31.03.1947 | 62 Mio. RM  |
| Sofra-Geschäft       | FBZ–SBZ            | 10.10.1946–31.12.1946 | 7 Mio. RM   |
| Mindener Abkommen    | Bizone–SBZ         | 01.01.1947–31.03.1948 | 220 Mio. RM |
| 1. Berliner Abkommen | Bizone–SBZ         | 01.01.1948–30.09.1948 | 314 Mio. RM |
| Frankfurter Abkommen | BR Deutschland–DDR | 08.10.1949–30.06.1950 | 450 Mio. VE |
| 2. Berliner Abkommen | BR Deutschland–DDR | 03.07.1951–1990       | [ A 5 ]     |
| 1. 2. 3. 4. 5.       |                    |                       |             |

Erst durch den Erfolg der Gegenblockade zur Berlin-Blockade 1949, in dessen Folge die westlichen Besatzungszonen jegliche Stahl- und Eisenlieferungen in die SBZ einstellten, wurde die Verknüpfung zwischen Berlinverkehr und Interzonenhandel klar: Sollte die Sowjetunion den Verkehr nach oder in Berlin beeinträchtigen oder gar stoppen, hat dies wirtschaftliche Sanktionen zur Folge in Form der Einstellung von Lieferungen aus den Westzonen. Sollte hingegen diese ihren Lieferungen nicht nachkommen, so war die Sowjetunion in der Lage, auf den Berlinverkehr Einfluss zu nehmen. Diese gegenseitige Blockade wurde durch das Jessup-Malik-Abkommen von 1949 aufgehoben.
Zur Wiederaufnahme des Interzonenhandels nach der ersten Berlinkrise kam es in Form des Berliner Abkommens (nicht zu verwechseln mit dem „Berlinabkommen“ oder dem 1. Berliner Abkommen). Es fußte auf dem Frankfurter Abkommen und fügte lediglich hinzu:
1. Neues Verrechnungskonto für Dienstleistungen: Nun waren alle vier Konten für den Interzonenhandel angelegt und mit einem eigenen Überziehungskredit ausgestattet. Das Verrechnungskonto für Dienstleistungen kam vor allem den Hafenarbeitern zugute.

Das Berliner Abkommen war das erste unbefristete Abkommen. Für die folgende Zeit mussten lediglich die Warenlisten für den Tauschhandel neu besprochen werden. Das Berliner Abkommen war bis zur Wende rechtliche Grundlage für den Interzonen-, später für den deutsch-deutschen Handel.

## Organisation
Wegen der Anerkennungsproblematik der DDR wollte sich die Bundesregierung auf keine direkten Verhandlungen mit „Pankow“ einlassen und schuf mit der Treuhandstelle für den Interzonenhandel (TSI) ein institutionelles Unikum:. Formal eine Unterorganisation des Deutschen Industrie- und Handelstages, blieb sie bei Verhandlungen mit der ostdeutschen Seite an die Weisungen des Bundeswirtschaftsministers gebunden.
Die TSI stellte ein Funktionsäquivalent zum sozialistischen Außenhandelsmonopol dar.

## Bedeutung für die Bundesrepublik und die DDR
Für die Trizone/Bundesrepublik war die wirtschaftliche Bedeutung dieses Handels bis zum Ende der 1950er Jahre von ähnlicher Bedeutung wie für die SBZ/DDR. War die SBZ/DDR anfangs noch ein unverzichtbarer Nahrungsmittellieferant für die Trizone/Bundesrepublik, so war die Trizone/Bundesrepublik stets ein Lieferant für Stahl und Eisen, später für Maschinen und Elektrogeräte ohne militärische Verwendung. Die zunehmend einseitige Abhängigkeit entwickelte sich erst in den 1960er Jahren. In der Bundesrepublik sprach man vom „goldenen Angelhaken“, den man die DDR „schlucken“ lassen wollte. Je mehr man die DDR in eine wirtschaftliche Abhängigkeit trieb, desto früher war eine Wiedervereinigung zu erreichen. Der deutsch-deutsche Handel war eine Möglichkeit, ein festes Band zwischen den divergierenden Teilen zu spannen. Aber auch die Möglichkeit des ökonomischen Schaufensters wollte nicht aufgegeben werden, um stets als Vorzeigebeispiel, wie man zur gleichen Zeit auch schon leben könnte, dazustehen. Die Bundesrepublik durfte als deutscher Staat nicht aus dem Blickfeld der DDR-Bürger verschwinden. Ähnlich sah es die DDR. Walter Ulbricht sah den Interzonenhandel als „Trojanisches Pferd“, mit dessen Hilfe man die Anerkennung der DDR als souveräner Staat erwirken konnte. Doch auch als Forum für die politisch-ökonomische Systemauseinandersetzung mit friedlichen Mitteln sah die DDR den deutsch-deutschen Handel, die Überlegenheit des Sozialismus darzulegen. Beide Seiten, Bundesrepublik und DDR, sahen ihn als Klammer für eine Möglichkeit, die Wiedervereinigung, wenn auch mit einem unterschiedlichen Ausgang, in der Zukunft herbeizuführen.

### Umfang des Interzonenhandels
In absoluten Werten wuchs der Warenaustausch zwischen beiden deutschen Staaten recht kontinuierlich. Nach der Berlin-Blockade stiegen die beiderseitigen Lieferungen nach holprigen Beginn ab 1952 an, erreichten 1955 erstmals eine symbolträchtige Milliarde DM (West) und verdoppelten sich innerhalb von fünf Jahren. Zwar stellte der deutsch-deutsche Handel «durchaus» eine, wenn auch bescheidene, Erfolgsgeschichte dar, nahm aber in der amtlichen Statistik nur ein bis zwei Prozent des bundesdeutschen Außenhandelsvolumens ein, mit fallender Tendenz. Umgekehrt verlor auch für die DDR die Bundesrepublik als Handelspartner über die Jahrzehnte relativ an Bedeutung.